# Sárgacsőrű kenderike
A sárgacsőrű kenderike régiesen téli kenderike (Linaria flavirostris) a madarak osztályának verébalakúak (Passeriformes) rendjébe és a pintyfélék (Fringillidae) családjába tartozó faj.

## Rendszerezése
A fajt Carl von Linné svéd természettudós írta le 1758-ban, a Fringilla nembe Fringilla flavirostris néven. Sorolták a Carduelis nembe Carduelis flavirostris néven is.

## Alfaja
- Linaria flavirostris altaica (Sushkin, 1925)
- Linaria flavirostris bensonorum (R. Meinertzhagen, 1934)
- Linaria flavirostris brevirostris (Bonaparte, 1855)
- Linaria flavirostris flavirostris (Linnaeus, 1758)
- Linaria flavirostris kirghizorum (Sushkin, 1925)
- Linaria flavirostris korejevi (Zarudny & Harms, 1914)
- Linaria flavirostris miniakensis (A. Jacobi, 1923)
- Linaria flavirostris montanella (Hume, 1873)
- Linaria flavirostris pamirensis (Zarudny & Harms, 1914)
- Linaria flavirostris pipilans (Latham, 1787)
- Linaria flavirostris rufostrigata (Walton, 1905)[2]

## Előfordulása
Európában Skandináviában, Írországban és Skóciában él. Ázsia nagy részén is előfordul. Természetes élőhelyei a száraz, nyílt füves területek, törpenyíresek, alpin rétek, ritkán tundrákon is előfordul. Vonuló faj.

### Kárpát-medencei előfordulása
Magyarországon rendszeres vendég, október és március között. A Duna mentén és a Tiszántúlon fordul elő gyakrabban.

## Megjelenése
Testhossza 14 centiméter, szárnyfesztávolsága 22-24 centiméter, testtömege 13-18 gramm. A magevőkre jellemző kúpos csőrrel rendelkezik, mely sárga színű.

## Életmódja
Erős csőrével a fák és növények magvait fogyasztja, fészkelés idején a fiókáit rovarokkal és pókokkal eteti.

## Szaporodása
Többnyire talajon, vagy bokrok közé a tojó építi a fészket. Fészekalja 4-7 tojásból áll, melyen a tojó költ 12-13 napig, a fiókák még két hétig fészeklakók.
|  |

## Természetvédelmi helyzete
Az elterjedési területe rendkívül nagy, egyedszáma ugyan csökken, de még is nagy. A Természetvédelmi Világszövetség Vörös listáján nem fenyegetett fajként szerepel. Magyarországon védett, természetvédelmi értéke 25 000 forint forint.